# Suc-et-Sentenac
Suc-et-Sentenac is een voormalige gemeente in het Franse departement Ariège (regio Occitanie) en telt 59 inwoners (2009). De gemeente maakte deel uit van het arrondissement Foix.

## Geschiedenis
De gemeente werd in 1979 gevormd door de fusie van de plaatsjes Sentenac en Suc, die ongeveer een kilometer uit elkaar liggen. Suc-et-Sentenac is op 1 januari 2019 gefuseerd met de gemeenten Goulier, Sem en Vicdessos tot de gemeente Val-de-Sos. 

## Geografie
De oppervlakte van Suc-et-Sentenac bedraagt 33,0 km², de bevolkingsdichtheid is dus 1,8 inwoners per km².
De onderstaande kaart toont de ligging van Suc-et-Sentenac met de belangrijkste infrastructuur en aangrenzende gemeenten.

## Demografie
Onderstaande figuur toont het verloop van het inwonertal (bron: INSEE-tellingen).

Vanwege een beveiligingsprobleem met de MediaWiki Graph-software is het momenteel niet mogelijk deze grafiek weer te geven. Zodra de software is bijgewerkt zal de grafiek vanzelf weer zichtbaar worden.